# Falsophrixothrix flavus
Falsophrixothrix flavus är en skalbaggsart som beskrevs av Wittmer 1939. Falsophrixothrix flavus ingår i släktet Falsophrixothrix och familjen Rhagophthalmidae. Inga underarter finns listade i Catalogue of Life.